# Genesi letale
Genesi letale (Deadly Genesis) è una miniserie a fumetti pubblicata dalla Marvel Comics fra il gennaio e il luglio 2006. Sceneggiata da Ed Brubaker e disegnata da Trevor Hairsine, la trama s'incentra sul ritorno in scena e la vendetta degli X-Men perduti e sulla ricerca di Xavier dopo la decimazione. Pubblicata per celebrare il trentesimo anniversario dello storico Giant-Size X-Men n. 1 (maggio 1975), è servita anche per portare finalmente in scena il terzo fratello Summers ossia Vulcan.

## Trama
Mentre sulla Terra si avvertono ancora gli effetti dell'M-Day, nello spazio un potente individuo si risveglia e, requisito uno shuttle, si schianta fra i monti Adirondack nello stato di New York. Avvertito un improvviso e potente picco energetico, Emma Frost sviene per il sovraccarico psichico impiantando nelle menti degli X-Men immagini del loro passato e di amici defunti. Ciclope, Marvel Girl e Wolverine si recano sul luogo dello schianto dove i primi due vengono sopraffatti e rapiti dallo sconosciuto; in Scozia, nel frattempo, Banshee intravede la sagoma della defunta Moira MacTaggert che lo guida in uno studio segreto dove è registrato un video in cui denigra ed incolpa Xavier per una qualche azione passata. Liberato Wolverine dalle grinfie del governo giunto sul luogo per indagare, Shadowcat, Bestia ed Emma riparano Cerebra allo scopo di rintracciare Ciclope e Marvel Girl: i due sono tenuti prigionieri dallo sconosciuto che rivela di conoscere molte cose su Scott. Mentre all'istituto Havok è tormentato dai fantasmi del passato, Nightcrawler e Wolverine vanno ad accogliere Banshee all'aeroporto tuttavia lo sconosciuto dopo essersi appropriato del Blackbird, ed ascoltata una conversazione in cui l'irlandese rivelava di avere fatto interessanti scoperte in Scozia, decide di farlo schiantare contro l'aereo di linea provocando la morte dei suoi passeggeri e quella di Banshee. Scagionati dall'accusa di aver fatto esplodere l'aereo grazie a Kitty, Bestia chiede a Wolverine di recuperare una valigetta che conteneva ciò che Banshee avrebbe voluto mostrargli e il corpo del defunto X-Man. Ripresasi, Marvel Girl viene usata dallo sconosciuto per proiettare altre visioni: Havok, in particolare, vede Xavier impedire a Corsaro di rivelare la sua identità a lui e Scott. Dopo essere entrata accidentalmente in contatto con la mente dello sconosciuto, Marvel Girl rivela a Ciclope che l'uomo è stato addestrato da Xavier. All'istituto, Bestia scopre grazie ai file contenuti nella valigetta che Xavier aveva preso in prestito alcuni studenti di Moira, Vulcan, Darwin, Petra e Sway, per mandarli in soccorso degli X-Men catturati da Krakoa. Riusciti finalmente a liberarsi, la fuga di Ciclope e Marvel Girl viene fermata dallo sconosciuto, in realtà Vulcan, che dichiara d'essere un Summers. Localizzato da O*N*E, Vulcan si scontra con una Sentinella distruggendola e uccidendone il pilota mentre Ciclope obbliga la figlia a fuggire in modo da avvisare gli altri. Rimasto solo con il sedicente fratello, gli viene rivelata che la morte di Banshee faceva parte di un piano per stanare Xavier e obbligarlo a confrontarsi con lui. 

X-Men perduti. Da sinistra: Vulcan, Sway, Petra e Darwin. Disegni di Marc Silvestri.

 Raggiunto l'istituto, Marvel Girl spiega agli X-Men il piano di Vulcan e li guida sull'isola Muir dove trovano i due in compagnia di Xavier che rivela loro di aver perso i poteri ma riguadagnato l'uso delle gambe, di conoscere Vulcan e aver alterato la mente di Ciclope per impedirgli di ricordare gli avvenimenti di Krakoa e la parentela. Obbligata Marvel Girl a collaborare, Vulcan e Xavier raccontano telepaticamente ciò che accadde sull'isola: dopo essere atterrati i quattro X-Men avevano subito perso il contatto telepatico con Xavier, tuttavia continuarono le ricerche fino a quando liberarono Ciclope. Vulcan rivelò a Scott di essere suo fratello prima di spingerlo a decollare per tornare a Westchester mentre loro si occupavano del recupero degli altri. Ripresa la via per la foresta si trovarono la strada bloccata dai mostri di Krakoa che uccisero Sway, tagliandola in due, e incenerirono lui, Darwin e Petra (il fallimento degli studenti di Moira obbligò Xavier a mettere insieme la "seconda genesi" di X-Men costituita da Banshee, Colosso, Nightcrawler, Sole Ardente, Tempesta, Thunderbird e Wolverine). Cercando di spiegare cosa accadde, Marvel Girl ipotizzò che il potere di Sway avesse rallentato il tempo consentendo a Petra di farli sprofondare nel sottosuolo dove Darwin si fuse con Vulcan permettendogli di sopravvivere anche quando l'isola fu spedita nello spazio. Xavier rivelò allora di aver scoperto che Gabriel era il terzo fratello Summers non appena lo aveva visto: estratto dal ventre morente della madre quando questa era prigioniera degli Shi'ar, venne posto all'interno di un acceleratore d'incubazione ed in pochi giorni, ormai adolescente, venne spedito sulla Terra dove divenne schiavo di Davan Shakari prima di fuggire ed essere trovato da Moira. Approfittando di questi momenti, Marvel Girl estrae la coscienza ancora in vita di Darwin dal corpo di Vulcan dando inizio ad uno scontro terminato con la sua fuga nello spazio. Dopo il funerale di Banshee, Ciclope ormai pieno di sfiducia nei confronti del suo mentore lo invita a lasciare lo Xavier Institute.

## Racconti brevi
In aggiunta alla trama principale, ogni uscita recava anche un breve racconto incentrato sui quattro X-Men perduti, la loro reazione a scoprirsi mutanti e l'incontro con Moira MacTaggert.
- Petra, geomorfa senza fissa dimora, entrò in contatto con Moira dopo che venne arrestata dalla polizia.

- Darwin, adolescente ispano-africano dotato di geni in perenne evoluzione, venne avvicinato da Moira mentre frequentava il liceo.

- Sway, asiatica con la capacità di fermare il tempo e riavvolgerlo, dopo aver risolto l'omicidio dei suoi genitori venne presa sotto la custodia di Moira.

- Vulcan, orfano dal misterioso passato in grado di manipolare qualunque forma di energia, venne trovato da Moira e grazie a Xavier scoprì i traumatici eventi della sua infanzia.

- Emma Frost, spogliarellista del Club infernale nonché notevole telepate, rifiutò l'aiuto di Xavier costringendolo a cancellarle i ricordi del loro incontro. Quest'episodio della vita di Emma è immediatamente successivo agli avvenimenti narrati nella serie Emma Frost e servì a esplorarne meglio il background.